# Leoš Janáček
Pour les articles homonymes, voir Janáček (homonymie).
Œuvres principales
- Sinfonietta
- Taras Boulba
- Jenůfa
- Katja Kabanova
- La Petite Renarde rusée
- Messe glagolitique
- Quatuor à cordes no 1

Leoš Janáček (prononcé en tchèque : /ˈlɛoʃ janˈaːt͡ʃɛk/ ) , né le 3 juillet 1854 à Hukvaldy et mort le 12 août 1928 à Ostrava, est un compositeur tchèque.
C'est l'un des plus grands compositeurs tchèques modernes avec Bohuslav Martinů et Jan Václav Hugo Voříšek, en incluant les représentants de l'école tchèque du XIXe siècle, Bedřich Smetana et Antonín Dvořák.

## Biographie
Le 3 juillet 1854 à Hukvaldy, Amálie Janáček donne le jour à Leoš, neuvième enfant d'une famille qui en vit naître treize. Son père Jiří, instituteur du village, l'envoie à onze ans dans l'abbaye Saint-Thomas de Brno, où il étudie la musique sous la direction de Pavel Křížkovský. Il est remarqué grâce à ses prestations dans le chœur du monastère. Ses études le mènent alors pour deux ans à l'école d'orgue Skuherský à Prague, puis aux conservatoires de Leipzig, où il reçoit notamment l'enseignement de Carl Reinecke. En 1873, il prend la direction du chœur Svatopluk pour lequel il compose ses premières œuvres.
Il rencontre en 1874 Antonín Dvořák à Prague. C'est le début d'une longue amitié. Antonín Dvořák critiquera à titre amical ses premières compositions et influencera durablement Leoš Janáček par sa manière de composer en épousant les intonations de la langue parlée.

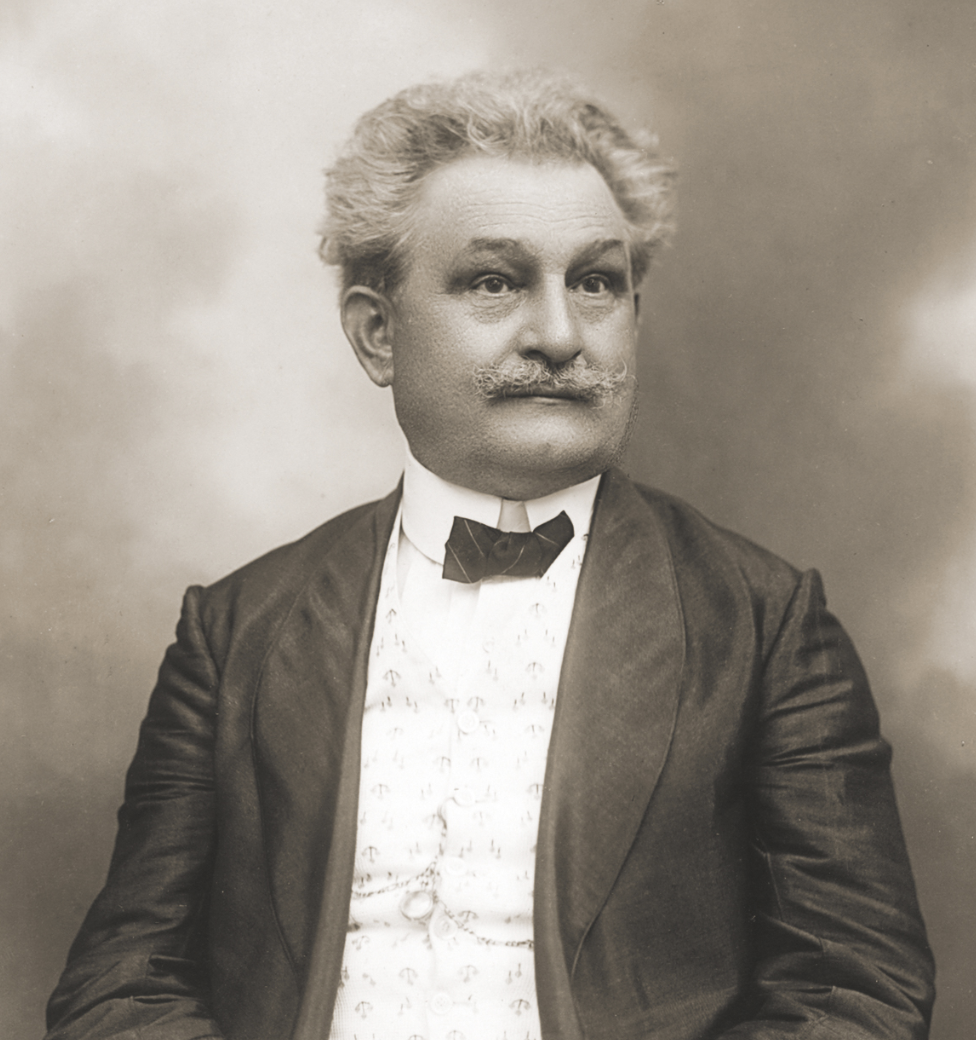
1914

En 1881, année de son mariage avec Zdenka Schulzová, il retourne à Brno pour se consacrer à l'enseignement de la musique. Il y fonde une école d'orgue qu'il dirigea jusqu'en 1920 ; cette école va d'ailleurs devenir plus tard le Conservatoire de Brno. Il aura deux enfants : le premier meurt en bas âge en 1890, la seconde, Olga, à l'âge de 20 ans (15.08.1882 - 26.02.1903). La mort de cette dernière est contemporaine de l'achèvement de son opéra Jenůfa et lui inspire ses plus belles pages, marquant ainsi une rupture stylistique ; ce qui permet de ranger le compositeur aux côtés des découvreurs de la musique du XXe siècle tels Kodaly, Bartók, Szymanowski ou Enesco, et même Stravinsky, bien loin des romantiques ou post-romantiques comme son ami Dvořák. Sa réputation reste jusque-là cantonnée à sa province, mais la création en 1916 d'une version remaniée de son opéra Jenůfa lui ouvre les portes de la capitale et une certaine reconnaissance. Il tombe alors amoureux d'une femme mariée, Kamila Stösslová (en), amour platonique car Kamila, qui a 38 ans de moins que le compositeur, est totalement indifférente. Déçu et obsédé par sa passion, il fera un portrait à charge de Kamila dans L'Affaire Makropoulos sous les traits de l'héroïne Emilia Marty soulignant sa froideur et sa dureté.

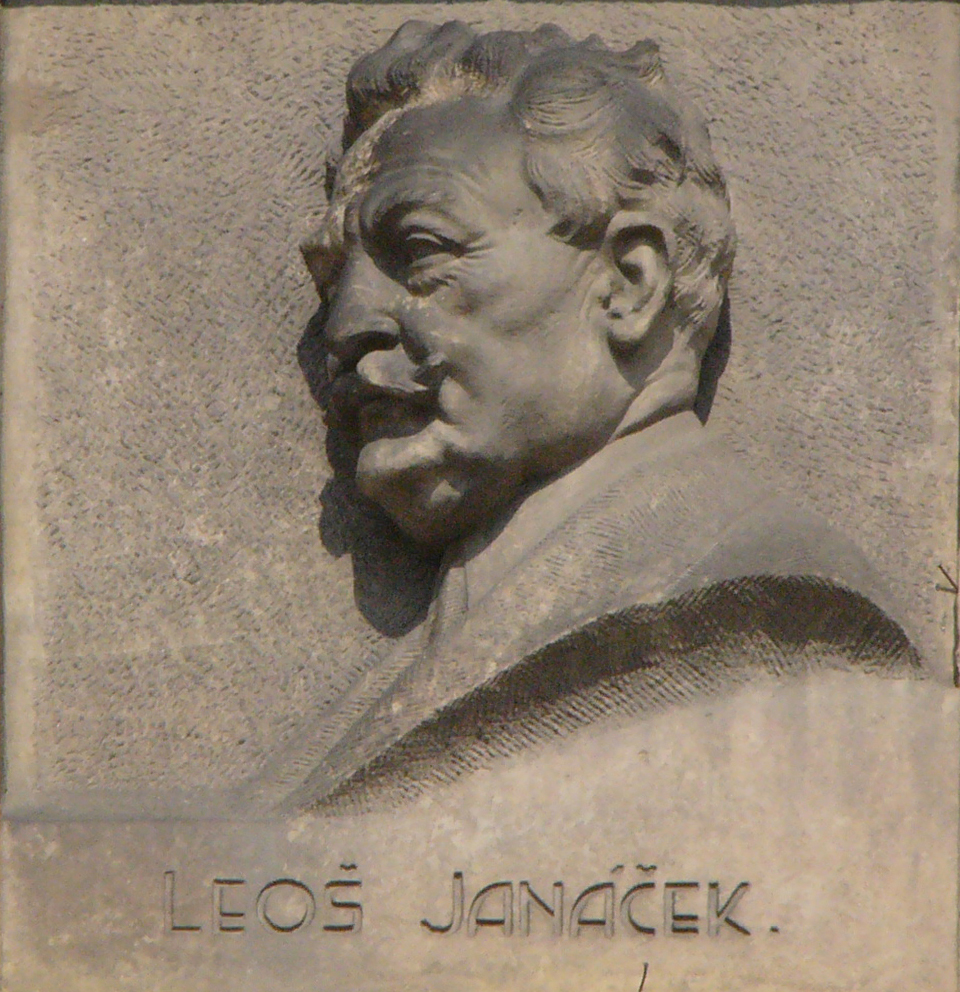
Portrait de Leoš Janáček

Comme beaucoup de musiciens d'Europe centrale, il va recueillir un certain nombre de musiques folkloriques de sa province (Moravie) pour s'en inspirer. Il se laisse influencer également par des sources slaves, notamment dans les thématiques de certains de ses opéras (dont Katya Kabanova) ou pour sa Messe glagolitique. La littérature russe exerce aussi une profonde source d'inspiration : son poème symphonique Taras Bulba s'inspire de la nouvelle de Nicolas Gogol, et son opéra De la Maison des Morts est inspiré de l'ouvrage de Dostoïevski. Quant à son premier quatuor à cordes (1923), il porte le sous-titre de Sonate à Kreutzer en référence à la nouvelle homonyme de Tolstoï, elle-même écrite en référence à la sonate numéro neuf de Beethoven.
Il meurt le 12 août 1928, des suites d'une pneumonie contractée lors d'une promenade en forêt près de Hukvaldy. Selon sa volonté, le final de La Petite Renarde rusée sera joué à ses funérailles.

## Style

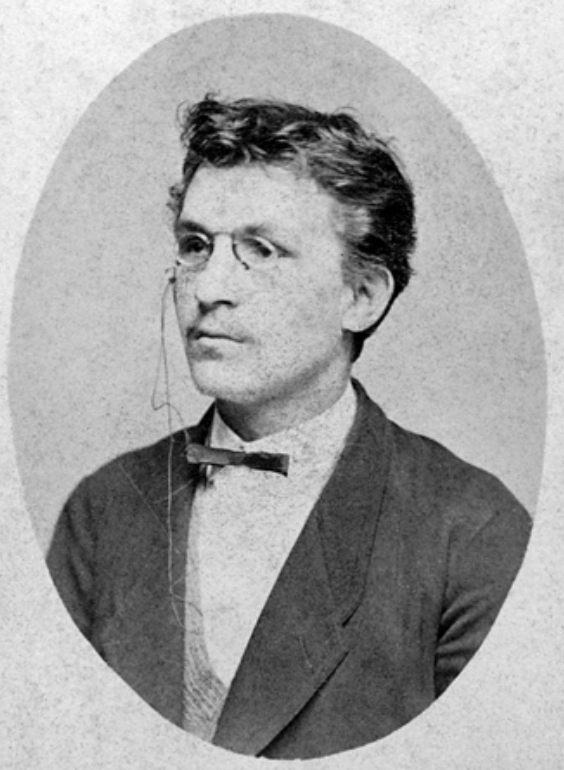
1874

Ce n'est qu'à 61 ans, à l'occasion de la reprise à Prague de l'opéra Jenufa que Janáček atteint une reconnaissance internationale. Sa musique est singulière, portée par une écriture étrange et reconnaissable entre mille. Sa complexité rythmique et son orchestration éclatée ont pu passer pour de la gaucherie. Le chef d'orchestre Charles Mackerras est à l'origine de la redécouverte du compositeur dans les années 1950 en revenant à la verdeur et la causticité des partitions originales et en propageant ses opéras dans la langue du compositeur.

## Œuvre
Leoš Janáček laisse environ 150 œuvres musicales.

### Opéras
Il a composé neuf opéras en langue tchèque :
- Šárka (1887-1888, 1925).
- Počátek románu (Début d'une romance) (1891, 1894).
- Jenůfa (1894-1903, 21 janvier 1904 à Brno).
- Osud (Destinée) (1903-04; 1er septembre 1934 à Brno).
- Les Voyages de Monsieur Brouček 1908-1917, 1920), en deux parties (Le voyage de Monsieur Brouček dans la Lune et Le voyage de Monsieur Brouček au XVe siècle »)
- Katja Kabanova (1919-1921, 23 novembre 1921 à Brno).
- La Petite Renarde rusée (1921-1923, 6 novembre 1924 à Brno).
- L'Affaire Makropoulos (1923-1925, 18 décembre 1926 à Brno), sur un livret de Karel Čapek.
- De la maison des morts (1927-1928, 11 avril 1930 à Brno). D'après l'œuvre de Fiodor Dostoïevski Souvenirs de la maison des morts.

### Orchestre
- Suite pour orchestre à cordes, (Brno, 2 décembre 1877)
- Suita (Serenáda), (« Suite (Sérénade) »), op. 3 (1891, Brno, 23 septembre 1928)
- Moravské tance, (« 5 Danses moraves ») pour orchestre (1888-1891)
- Žárlivost (« Jalousie »), ouverture (1894, Prague, 10 novembre 1906)
- Smuteční pochod (« Marche funèbre »), épilogue de la Cantate Amarus (1898)
- Šumařovo dítĕ (« L'enfant du musicien »), ballade (1912, Prague, 14 novembre 1917)
- Taras Bulba, poème symphonique basé sur une œuvre de Nicolas Gogol (1915-1918, Brno, 9 octobre 1921)
- Balada blanická (« Ballade de Blaník »), poème symphonique (1920, Brno, 21 mars 1920)
- Lašské tance (Danses de Lachie) (1924)
- Putování dušicky (« Pèlerinage d'une jeune âme »), concerto pour violon (1926, reconstitué par Miloš Štědroň et Leoš Faltus en 1988)
- Sinfonietta (1926, Prague, 29 juin 1926)
- Dunaj (« Le Danube »), poème symphonique (1923-28; achevé par Osvald Chlubna, 1948)
- Schluck und Jau, deux mouvements pour la musique de scène de l'œuvre de Gerhard Hauptmann

### Musique vocale et chorale
- Zápisník zmizelého (« Journal d'un disparu »), cycle de chants pour ténor, alto, chœurs féminins et piano (1917)
- Glagolská mše (« Messe glagolitique ») (1926), écrite en vieux slavon et non en latin. Elle contient notamment un Postludium, pour orgue solo.

Otče náš (Notre père) 15 06 1901 au théâtre de Brno. 5 ans plus tard accompagné de deux instruments harpe et orgue.

### Musique de chambre
- Pohádka pour violoncelle et piano (1910, révisé en 1923)
- Sonate pour violon et piano (1922)
- Quatuor à cordes no 1 Sonate à Kreutzer (1923)
- Marche des Gorges bleues, duo de chambre pour piccolo et glockenspiel (1924)
- Jeunesse (Mládí), pour sextuor à vent (1924)
- Concertino pour piano, deux violons, alto, clarinette, cor et basson (1925)
- Capriccio pour piano (main gauche) et sept instruments à vent (1925)
- Quatuor à cordes no 2 Lettres intimes (1928)

### Piano
- Tema con variazioni (Zdenka variations) 1880
- Na památku (En souvenir), (1887?)
- Hudba ke kroužení kužely (« Musique pour les exercices d'un club de natation »), composé pour une association sportive de natation (1893)
- Sur un sentier recouvert, série de dix courtes pièces écrites entre 1901 et 1908 et complétées de cinq autres pièces en 1911
- Trois danses moraves (composées de Ej, danaj! et de 2 danses moraves)
- Sonate « 1er octobre 1905 », écrite en hommage à la mort d'un jeune ouvrier lors d'une manifestation. Le compositeur en a détruit la partition mais son premier interprète en a conservé les deux premiers mouvements qui ont été republiés en 1924 avec l'accord du musicien.
- Dans les brumes, série de quatre courtes pièces écrites en 1912

## Hommages
- Il a reçu le premier doctorat honoris causa de l'université Masaryk en 1925[3].
- Son nom a été donné :
  - à l’Académie Janáček des arts musicaux à Brno.
  - au Théâtre Janáček de Brno.
  - à l'aéroport Leoš Janáček, à Ostrava.
  - à l'astéroïde (2073) Janáček[4].
  - au cratère Janáček sur la planète Mercure[5].